# Hrabě Monte Christo (film, 2024)
Hrabě Monte Christo (v originále Le Comte de Monte-Cristo) je francouzský hraný film z roku 2024, který režírovali Alexandre de La Patellière a Matthieu Delaporte jako adaptaci stejnojmenného románu Alexandra Dumase. Snímek měl světovou premiéru na filmovém festivalu v Cannes dne 22. května 2024.

## Obsazení
| Pierre Niney         | Edmond Dantès / hrabě Monte Christo/ lord Halifax / abbé Busoni |
| Bastien Bouillon     | hrabě Fernand de Morcerf                                        |
| Anaïs Demoustierová  | Mercédès de Morcerf                                             |
| Anamaria Vartolomei  | Haydée                                                          |
| Laurent Lafitte      | Gérard de Villefort, královský prokurátor v Marseille           |
| Pierfrancesco Favino | abbé Faria                                                      |
| Patrick Mille        | baron Danglars                                                  |
| Vassili Schneider    | Albert de Morcerf                                               |
| Julien de Saint Jean | André de Villefort / Prince Andrea Cavalcanti                   |
| Julie de Bona        | Victoria Danglars                                               |
| Adèle Simphal        | Angèle                                                          |
| Stéphane Varupenne   | Gaspard Caderousse                                              |
| Bruno Raffaelli      | Morrel                                                          |
| Marie Narbonne       | Eugénie Danglars                                                |
| Abdé Maziane         | Jacopo, Edmondův sluha                                          |
| Graziella Delerm     | paní de Morcerf                                                 |
| Xavier de Guillebon  | pan de Morcerf                                                  |
| Clémentine Baert     | paní de Villefort                                               |
| Florence Muller      | paní Herrera                                                    |
| Françoise Gazio      | Yvonne                                                          |
| Axel Baille          | sluha u barona Danglars                                         |
| Lily Dupont          | Suzanne, přítelkyně Eugénie                                     |
| Olivier Le Montagner | strážce v pevnosti If                                           |
| Jérémie Covillault   | Antoine, strážce                                                |
| Bernard Blancan      | Louis Dantès, Edmondův otec                                     |
| Oscar Lesage         | Maximilien Morrel                                               |
| Serge Bagdassarian   | soudce                                                          |
| Jean-Louis Tribes    | kněz                                                            |

## Ocenění
- Filmový festival Cabourg: nejlepší film
- France Musique-Sacem: Cena posluchačů za filmovou hudbu (Jérôme Rebotier)
- César: nejlepší výprava (Stéphane Taillasson), nejlepší kostýmy (Thierry Delettre) nominace v kategoriích nejlepší film, nejlepší režie (Matthieu Delaporte a Alexandre de La Patellière), nejlepší herec (Pierre Niney), nejlepší herec ve vedlejší roli (Bastien Bouillon, Laurent Lafitte), nejlepší herečka ve vedlejší roli (Anaïs Demoustierová), nejlepší adaptace (Matthieu Delaporte a Alexandre de La Patellière), nejlepší filmová hudba (Jérôme Rebotier), nejlepší zvuk (David Rit, Gwennolé Le Borgne, Olivier Touche, Laure-Anne Darras, Marion Papinot, Marc Doisna a Samuel Delorme), nejlepší kamera (Nicolas Bolduc), nejlepší střih (Célia Lafitedupont), nejlepší vizuální efekty (Olivier Cauwet)
- Lumières: nejlepší kamera (Nicolas Bolduc)